# Bernard Dembek
Bernard Franciszek Dembek (ur. 11 kwietnia 1878 w Bartodziejach, zm. 3 czerwca 1937 w Łomży) – polski duchowny rzymskokatolicki, biskup pomocniczy łomżyński w latach 1930–1937.

## Życiorys
Urodził się 11 kwietnia 1878 w Bartodziejach koło Bydgoszczy. W latach 1890–1896 uczęszczał do Collegium Marianum w Pelplinie, a następnie do gimnazjum w Chełmnie. Po jego ukończeniu w 1899 odbył studia w seminarium duchownym w Pelplinie. Święcenia prezbiteratu otrzymał 22 marca 1903.
Pracował jako wikariusz parafii w Barłożnie, Wielu, Kościerzynie i Chełmży. Od 1911 był proboszczem w Nawrze, a od 1920 największej na Pomorzu parafii św. Mikołaja w Grudziądzu. Piastował również stanowisko dziekana grudziądzkiego. Podczas I Kongresu Eucharystycznego Diecezji Chełmińskiej w 1929 pełnił funkcję sekretarza. W 1927 został przez papieża obdarzony godnością prałata domowego.
Był aktywnym działaczem niepodległościowym i społecznym. Podczas nauki w gimnazjum należał do konspiracyjnego Koła Filomatów, pełniąc funkcję wiceprzewodniczącego, za co we wrześniu 1901 został skazany na trzytygodniowy pobyt w pruskim więzieniu w Tczewie. Jako proboszcz w Nawrze wspierał działalność polskich spółdzielni rolniczych i banku ludowego, a także zasiadał w zarządzie Towarzystwa Pomocy Naukowej. W sierpniu 1914 prewencyjnie aresztowany przez Niemców, przez kilka tygodni przebywał w więzieniu w Chełmnie. Jesienią 1918 został zastępcą prezesa Rady Ludowej w Chełmży i delegatem na Sejm Dzielnicowy w Poznaniu. Podczas pracy w Grudziądzu zasiadał m.in. w Radzie Miejskiej i Towarzystwie Upiększenia Miasta. Utworzył Konferencję Miłosierdzia z zadaniem niesienia pomocy ubogim. Był współzałożycielem uniwersytetu ludowego w Wejherowie. Należał do Towarzystwa Naukowego w Toruniu (w latach 1921–1923 zajmował stanowisko wicesekretarza). W latach 1911–1930 zasiadał w Zarządzie i Radzie Głównej Towarzystwa Czytelni Ludowych w Poznaniu, a od 1923 piastował stanowisko prezesa Rady Okręgowej na Pomorzu. W 1925 został zgłoszony przez toruńskie władze wojewódzkie na koadiutora biskupa chełmińskiego Augustyna Rosentretera.
25 lipca 1930 papież Pius XI mianował go biskupem pomocniczym diecezji łomżyńskiej ze stolicą tytularną Troas. Święcenia biskupie otrzymał 5 października 1930 w katedrze św. Michała Archanioła i św. Jana Chrzciciela w Łomży. Konsekrował go biskup diecezjalny łomżyński Stanisław Kostka Łukomski w asyście Stanisława Okoniewskiego, biskupa diecezjalnego chełmińskiego, i Henryka Przeździeckiego, biskupa diecezjalnego siedleckiego. W diecezji sprawował urząd wikariusza generalnego, był także kanonikiem kapituły katedralnej i asystentem diecezjalnej Akcji Katolickiej. W Episkopacie należał do komisji spraw majątkowych Kościoła, która opracowała uchwały synodu plenarnego z 1936.
W 1933 był współkosenkratorem podczas sakry biskupa pomocniczego pińskiego Karola Niemiry.
Zmarł 3 czerwca 1937 w Łomży. Pochowano go na tamtejszym cmentarzu parafialnym.

## Ordery i odznaczenia
W 1925 prezydent RP Stanisław Wojciechowski nadał mu Krzyż Oficerski Orderu Odrodzenia Polski.
Został również odznaczony Krzyżem Organizacji Wojskowej Pomorza.